# Triplachne nitens
Triplachne nitens là một loài thực vật có hoa trong họ Hòa thảo. Loài này được (Guss.) Link miêu tả khoa học đầu tiên năm 1833.